# Arteră pancreaticoduodenală inferioară
Artera pancreaticoduodenală inferioară este o ramură a arterei mezenterice superioare. Furnizează sânge capului pancreasului și părțile ascendentă și inferioară ale duodenului. Rareori, poate avea un anevrism.

## Anatomie
Artera pancreaticoduodenală inferioară este o ramură a arterei mezenterice superioare. Aceasta apare în apropiere de marginea superioară a părții inferioare a duodenului. De îndată ce se ramifică, se împarte în ramuri anterioare și posterioare. Acestea se desfășoară între capul pancreasului și curbura mică a duodenului. Se unesc apoi (anastomoză) cu ramurile anterioare și posterioare ale arterei pancreaticoduodenale superioare. 

### Variabilitate
Artera pancreaticoduodenală inferioară se poate ramifica din prima ramură intestinală a arterei mezenterice superioare mai degrabă decât direct din aceasta.

## Fiziologie
Artera pancreaticoduodenală inferioară distribuie ramuri către capul pancreasului și către părțile ascendentă și inferioară ale duodenului.  

## Semnificație clinică

### Anevrism
Foarte rar, artera pancreaticoduodenală inferioară poate prezenta un anevrism.  Poate fi cauzată de anumite intervenții medicale, traume majore, pancreatită, colecistită, vasculită și alte infecții.  Un anevrism rupt provoacă dureri abdominale,  iar hemoragia duce la hipotensiune.  Poate fi tratat cu o intervenție chirurgicală abdominală deschisă.  Poate fi, de asemenea, tratat prin chirurgie endovasculară, cum ar fi o bobină.   Aceste anevrisme reprezintă aproximativ 2% din anevrisme în arterele viscerale ale abdomenului.   De asemenea, poate apărea pseudoanevrism. 

## Istorie
Artera pancreaticoduodenală inferioară poate fi cunoscută mai simplu prin acronimul APDI. 

## Imagini suplimentare

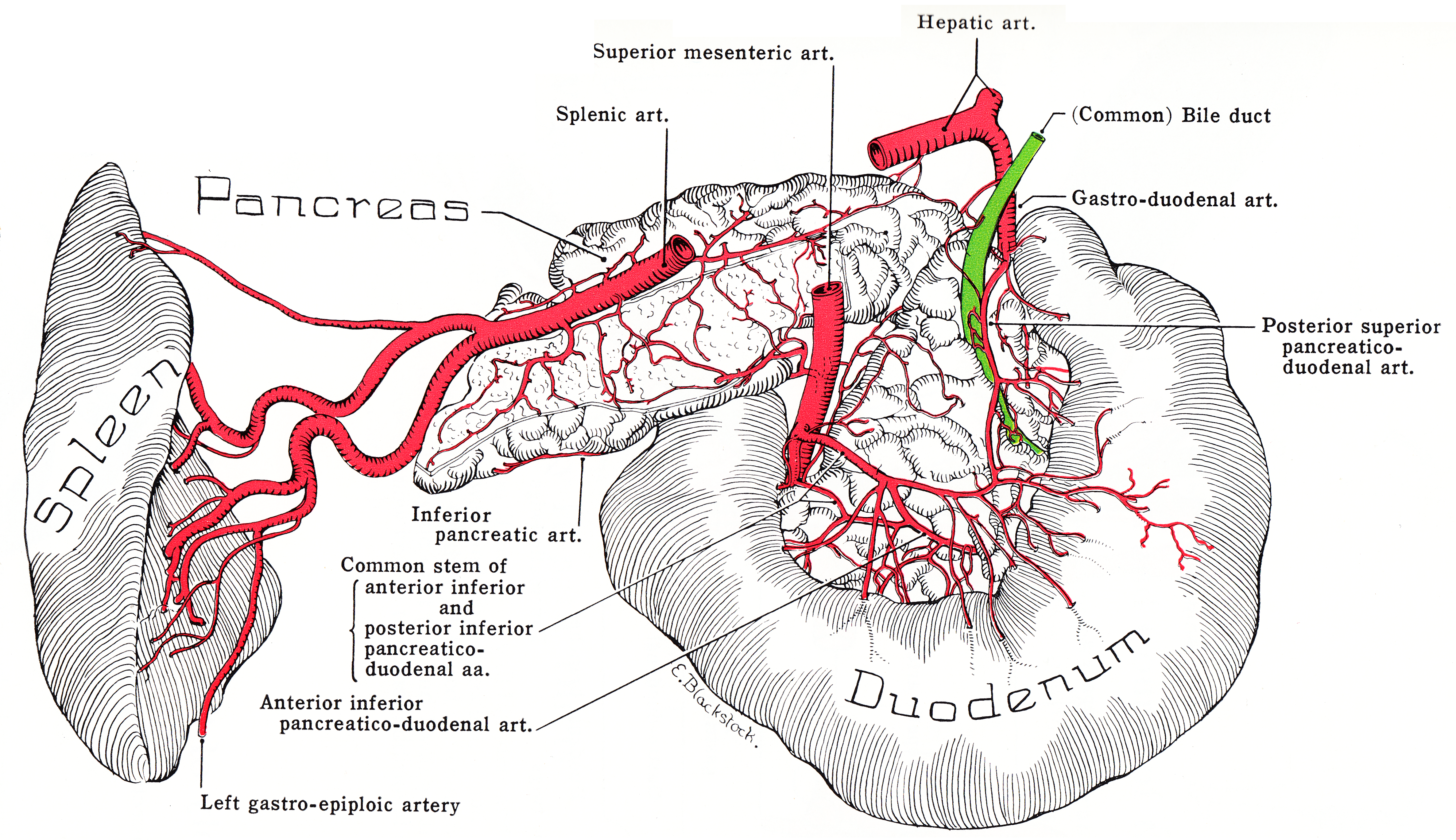
Disecție anatomică care arată originea celor două artere pancreaticoduodenale inferioare